# Municipio de Jackson (condado de Hancock, Ohio)
El municipio de Jackson (en inglés: Jackson Township) es un municipio ubicado en el condado de Hancock en el estado estadounidense de Ohio. En el año 2010 tenía una población de 1065 habitantes y una densidad poblacional de 13,85 personas por km².

## Geografía
El municipio de Jackson se encuentra ubicado en las coordenadas 40°56′42″N 83°36′9″O / 40.94500, -83.60250. Según la Oficina del Censo de los Estados Unidos, el municipio tiene una superficie total de 76.89 km², de la cual 76,69 km² corresponden a tierra firme y (0,26 %) 0,2 km² es agua.

## Demografía
Según el censo de 2010, había 1065 personas residiendo en el municipio de Jackson. La densidad de población era de 13,85 hab./km². De los 1065 habitantes, el municipio de Jackson estaba compuesto por el 97,46 % blancos, el 0,85 % eran afroamericanos, el 0,09 % eran amerindios, el 0,28 % eran asiáticos, el 0,09 % eran de otras razas y el 1,22 % eran de una mezcla de razas. Del total de la población el 0,56 % eran hispanos o latinos de cualquier raza.